# John Mortimer Smith
John Mortimer Fourette Smith (ur. 23 czerwca 1935 w Orange, zm. 22 stycznia 2019 w Lawrenceville) – amerykański duchowny katolicki, w latach 1997–2010 biskup diecezji Trenton.

## Życiorys
Urodzony w rodzinie Ethel i Mortimera Smith. Ma dwóch braci, z których jeden, Andrew, jest benedyktyńskim mnichem. Uczęszczał do parafialnej szkoły św. Jana w Orange, a następnie do Seminarium Przygotowawczego św. Benedykta w Newark. Kształcił się również na Uniwersytecie im. Johna Carrolla w Cleveland, po czym w roku 1955 postanowił wstąpić do Wyższego Seminarium Duchownego Niepokalanego Poczęcia w Darlington. W roku 1957 uzyskał licencjat z języków klasycznych na Uniwersytecie Seton Hall w Orange, a także licencjat z teologii na Katolickim Uniwersytecie Ameryki w Waszyngtonie w roku 1961. 27 maja 1961 otrzymał święcenia kapłańskie w katedrze Najświętszego Serca Pana Jezusa w Newark z rąk arcybiskupa Thomasa Bolanda. Pracował następnie w kancelarii diecezjalnej i jednocześnie podjął dalsze studia zakończone doktoratem z prawa kanonicznego w 1966 roku. Działał również w Archidiecezjalnej Radzie Kapłańskiej i jako profesor wizytujący wykładał w swoim alma mater w Darlington. Od 1971 nosił tytuł prałata, a od roku 1973 służył jako proboszcz parafii św. Józefa w Oradell. W roku 1982 otrzymał wezwanie do pracy w Kolegium Amerykańskim w Rzymie, gdzie był dyrektorem Instytutu Teologicznego. Po czterech latach powrócił do rodzinnej archidiecezji i został proboszczem parafii NMP w Durmont. Wkrótce potem został przewodniczącym Archidiecezjalnego Zarządu ds. Powołań i wikariuszem kurii archidiecezjalnej.
20 listopada 1987 mianowany pomocniczym biskupem Newark ze stolicą tytularną Tres Tabernae. Sakry udzielił mu ówczesny zwierzchnik archidiecezji Theodore McCarrick. 25 czerwca 1991 awansowany na urząd biskupa diecezji Pensacola-Tallehassee. Po kilku latach, 21 listopada 1995 został koadiutorem biskupa Trenton. Po rezygnacji dotychczasowego biskupa diecezjalnego 30 czerwca 1997 objął rządy w diecezji. Jest znany z licznych inicjatyw, takich jak wprowadzanie w życie zaleceń papieskich dotyczących technologii komunikacyjnej w służbie Ewangelii. Osobiście nadzorował i wspierał powstanie strony internetowej diecezji (rok 2000), a także rozwój Realfaith TV, która zdobyła wiele prestiżowych nagród. Wzmocnił pozycję świeckich w posłudze na rzecz diecezji, a także dbał o życie duchowe diecezjan poprzez wprowadzenie w życie nowego diecezjalnego programu duszpasterskiego, ustalonego po konsultacjach z katolikami z całej diecezji.
Biskup Smith przeszedł na emeryturę dnia 1 grudnia 2010, a jego następcą został dotychczasowy koadiutor David O’Connell, któremu kilka miesięcy wcześniej osobiście udzielił sakry biskupiej. Zmarł 22 stycznia 2019.